# Station Thourotte
Station Thourotte is een spoorwegstation in de Franse gemeente Thourotte aan de spoorlijn Creil - Jeumont.